# Krobonosz-Kolonia
Krobonosz-Kolonia (dawn. Krobonosza-Kolonia) – kolonia w Polsce położona w województwie lubelskim, w powiecie chełmskim, w gminie Sawin.
W latach 1975–1998 miejscowość należała administracyjnie do województwa chełmskiego.